# O Gabinete do Dr. Caligari
Das Cabinet des Dr. Caligari (br/pt O Gabinete do Dr. Caligari) é um filme mudo alemão de 1920, do gênero de horror, dirigido por Robert Wiene e escrito por Hans Janowitz e Carl Mayer.
Extremamente influente e considerado como a grande obra do movimento expressionista alemão no cinema,O Gabinete do Dr. Caligari compõe uma metáfora do olhar deformado, com ruas estreitas e entrecortadas, telhados góticos e cubistas e prédios e objetos deformados, resultando em uma das obras-primas das primeiras décadas do cinema e uma das mais importantes referências estéticas até hoje.
Conta-se que o filme foi primeiro oferecido ao diretor Fritz Lang pelo produtor Erich Pommer, mas que ele teria se recusado a dirigi-lo, razão pela qual o diretor Robert Wiene foi escalado em seu lugar para a função.

## Enredo
O filme inicia-se com dois homens sentados em um cenário obscuro conversando. Então, Francis, um dos homens, diz ao que estava ao seu lado que aquela história que ele lhe contara era interessante mas que ele tem uma história ainda pior. A cena é cortada e o filme passa então a mostrar a narração de Francis como flashback.
Em um vilarejo em uma região montanhosa da Alemanha, Holstenwall, chega o Dr. Caligari com seu acompanhante Cesare. Caligari vai até a administração do vilarejo pedir autorização para apresentar, na feira da cidade, seu show com Cesari, quem afirma estar dormindo por 23 anos. Quando perguntado sobre o tipo de apresentação que faria ele afirma "sonambulismo". A pessoa que o atende está muito apressada e acaba, de forma rude, lhe passando para outro empregado com quem receberia a autorização.
No dia anterior ao início da feira, Caligari divulga seu show afirmando que Cesare é um sonâmbulo que pode prever o futuro e convida as pessoas a assistirem a apresentação no dia seguinte. Durante a noite deste dia o atendente que tratou mal o Dr. Caligari é morto a punhaladas e seu assassino permanece misterioso.
No dia seguinte, o Doutor anuncia de novo seu show e várias pessoas entram em sua tenda, dentre ela dois amigos, Francis, o narrador da história, e Alan. Caligari inicia sua apresentação, desperta Cesare e pede para que as pessoas lhe perguntem sobre o futuro. Alan, então, lhe pergunta quando ele irá morrer. Cesare fixa os olhos em Alan e responde que ele não viverá até a próxima alvorada. Consternado, Alan deixa a tenda e Francis o segue. No caminho de volta para casa, eles conversam sobre como os dois estão apaixonados por Jane, e concordam que vão deixar ela decidir com quem vai ficar e que a escolha não vai afetar a amizade dos dois.  A profecia de Cesare é confirmada, pois na mesma noite Alan morre a punhaladas por um assassino misterioso.
Francis suspeita então de Cesare e Caligari e avisa a polícia. A polícia vai até o gabinete do Dr. Caligari procurar por evidências do crime mas nada encontra. Inicia-se uma longa cena de buscas da polícia, inclusive prendendo um suspeito, que tentou matar uma senhora com o mesmo punhal usado dos dois últimos assassinatos além de comentários gerais sobre os assassinatos. Então, Caligari ordena que seu sonâmbulo hipnotizado mate Jane, a moça que Francis é apaixonado. Cesare parte com seu punhal para a casa de Jane e a encontra dormindo. Quando faz um gesto para desferir o golpe fatal, Cesare se sente atraído pela beleza de Jane, a agarra nos braços. Ela acorda e tenta lutar com Cesare que acaba fazendo-a desmaiar. Então, Cesare a segura nos braços e tenta escapar da casa quando é percebido pelos moradores e pela polícia que partem em sua perseguição. Cesare abandona Jane no meio do caminho e acaba morrendo durante a perseguição.
Nesse meio tempo, Francis estava na frente da casa de Caligari esperando encontrar alguma evidência e Caligari o estava engando fazendo-o acreditar que Cesare estava em casa com um boneco semelhante a Cesare. Quando descobre, Francis chama a polícia que investiga e Caligari acaba fugindo para as montanhas. Francis, juntamente com um corpo policial, parte em perseguição de Caligari. Caligari atravessa as montanhas e apenas Francis não desiste da perseguição. A cena é cortada e volta com Francis percebendo que está na frente de um hospital psiquiátrico onde Caligari tinha acabado de entrar. Francis entra e pergunta aos enfermeiros se um homem chamado "Caligari" havia entrado ali. Eles dizem que apenas o diretor poderia revelar informações pessoais dos pacientes e, quando Francis vai até o gabinete do diretor pedir informações, ele percebe que o diretor do hospital psiquiátrico é o próprio Caligari.
Francis conta sua história aos enfermeiros que acreditam nele e o ajudam a entrar no gabinete de Caligari quando este estava dormindo. Lá, eles leem o diário do Doutor e descobrem sua obsessão com uma história mística do século 18 de um homem chamado Caligari, e que este frade italiano havia matado várias pessoas utilizando-se de um sonâmbulo hipnotizado. E que por conta disso, o doutor aceitou o sonâmbulo novo ( o apelidando de Cesare) no hospital psiquiátrico, apenas para testar a teoria de Caligari. O Doutor entra no gabinete e, quando confrontado com a morte de Cesare, assume que havia utilizando-o para matar é aprisionado em uma sala do hospital psiquiátrico.
O filme então volta para cena inicial e Francis termina dizendo que Caligari envelheceu dentro de sua cela louco e agourento. Nesse momento, a câmera se abre e percebe-se que Francis está sentado no pátio do hospital psiquiátrico da sua descrição. Nesse mesmo pátio pode-se ver Cesare e Jane. Francis chega perto de Jane e pergunta quando eles vão se casar, ela lhe responde, sem desviar a atenção do que estava fazendo, que eles são da nobreza e que corações que se amam nunca poderão ficar juntos. Francis vira-se então para Cesare, que estava acordado e tranquilo com algumas flores em sua mão, e começa a gritar para os outros internos no pátio que Cesare previa o futuro mas matava a pessoa a quem ele havia feito a previsão. Então, Francis vê o doutor que acabava de entrar no pátio e tenta agredi-lo. Os enfermeiros o cercam, prendem-no em uma camisa de força e o trancam em uma sala, a mesma sala que Caligari havia sido preso na narração anterior de Francis. O Doutor entra então na sala, acaricia os cabelos de Francis, vira-se para os enfermeiros e diz que Francis acredita que ele é Caligari, um frade assassino de uma história antiga. O Doutor termina dizendo que um dia ele achará uma cura e ajudará Francis. Nesse momento o filme se encerra e percebe-se que Francis era um interno do hospital psiquiátrico e que a narração toda fazia parte da sua desordem mental.

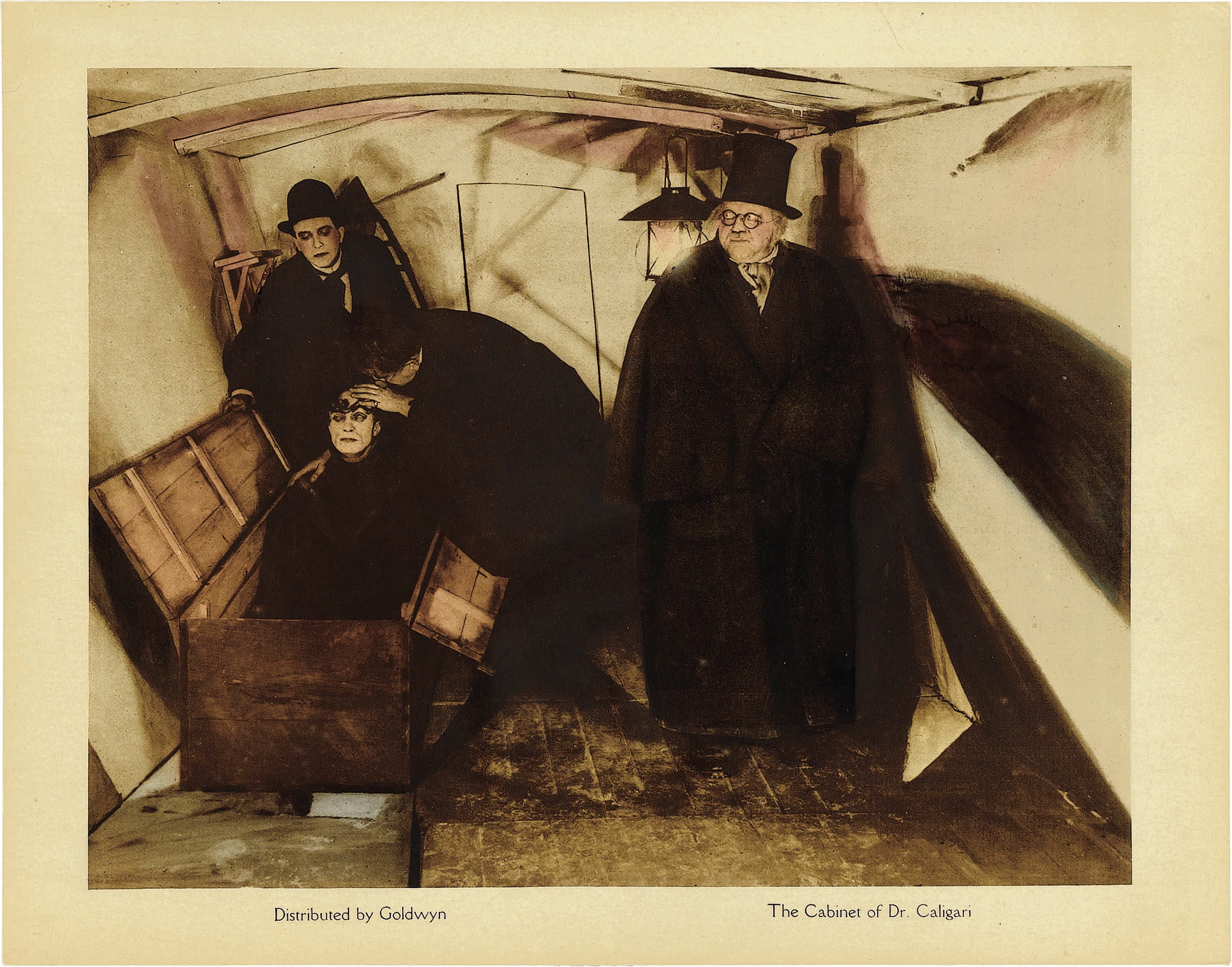

## Elenco
- Werner Krauss como Dr. Caligari[1]
- Conrad Veidt como Cesare[1]
- Friedrich Feher como Francis[1]
- Lil Dagover como Jane[1]
- Hans Heinrich von Twardowski como Alan[1]
- Rudolf Lettinger como Dr. Olson[1]
- Rudolf Klein-Rogge como criminoso[1]

## Remake
Em 2005 foi lançado um remake do filme, dirigido pelo cineasta David Lee Fisher. O filme foi lançado no ano de 2007 em DVD pela distribuidora Dark Horse Entertainment.